# Coelogyne borneensis
Coelogyne borneensis é uma espécie de orquídea epífita, família Orchidaceae, originária de Borneu.